# 白楊樹 (莫奈)

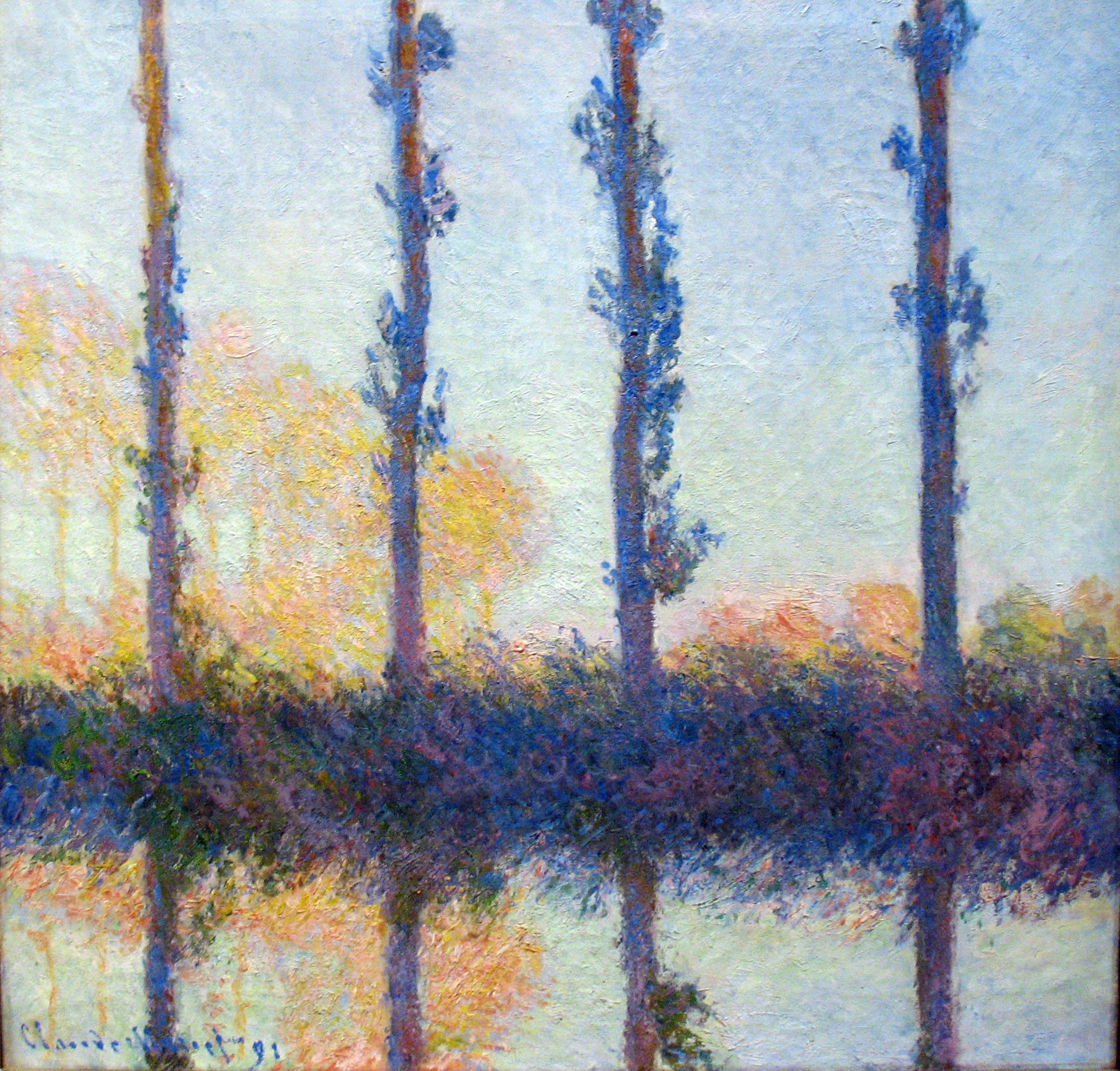
《四棵白楊樹》，1891年，大都會藝術博物館

《白楊樹》（法語：Les Peupliers）是法國印象派畫家克洛德·莫奈在1891年夏季和秋季完成的系列畫作的統稱，主題都是離當時莫奈在吉維尼的居所不遠的艾普特河畔的白楊。實際上這些樹屬於當地公社，而在莫奈完成畫作之前他們便欲將這些樹拍賣掉，因此莫奈不得不將這些楊樹買下。在完成畫作之後，莫奈將這些樹賣給了當地的木材商。 

## 作品

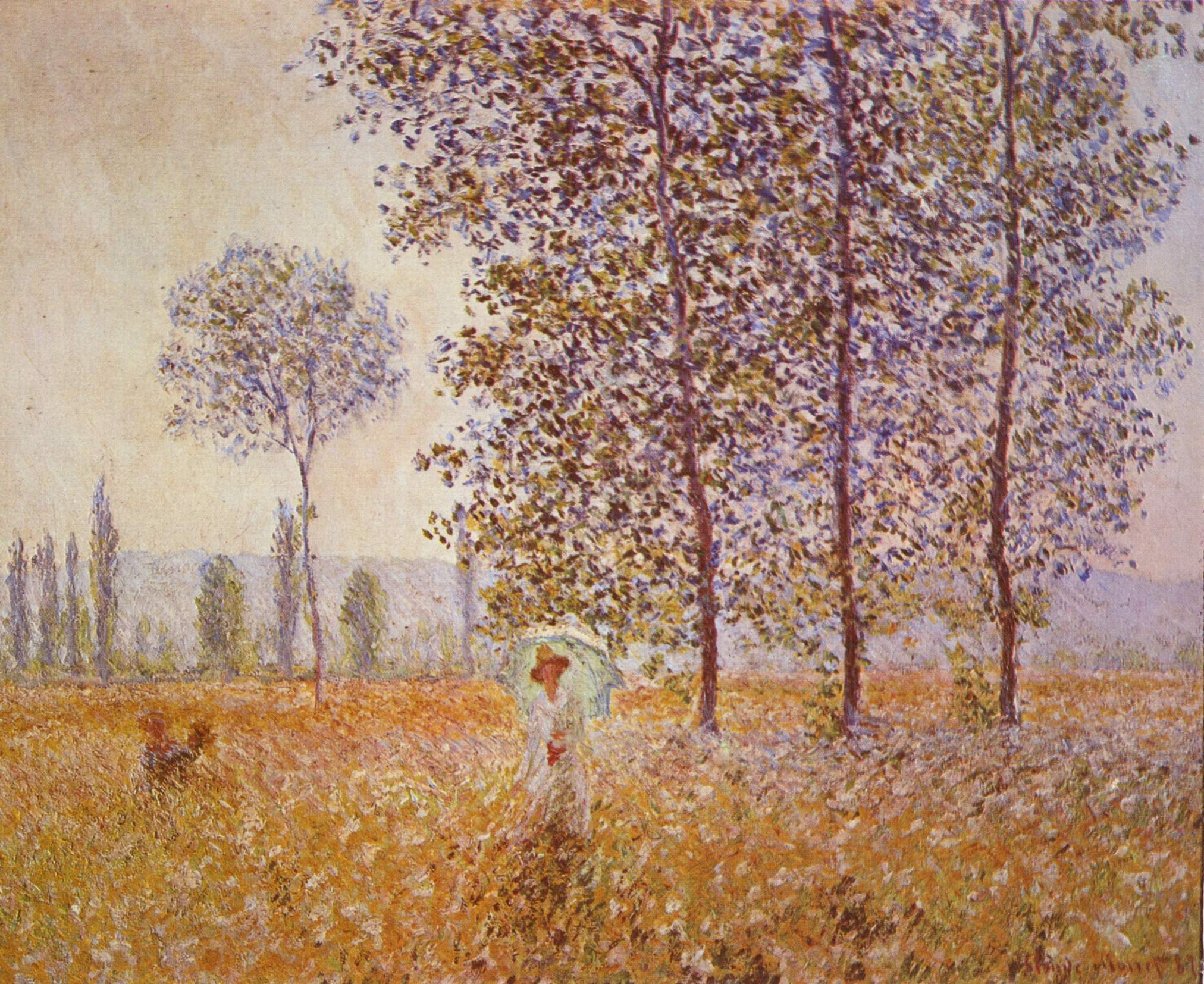
1887年，斯圖加特國家美術館.
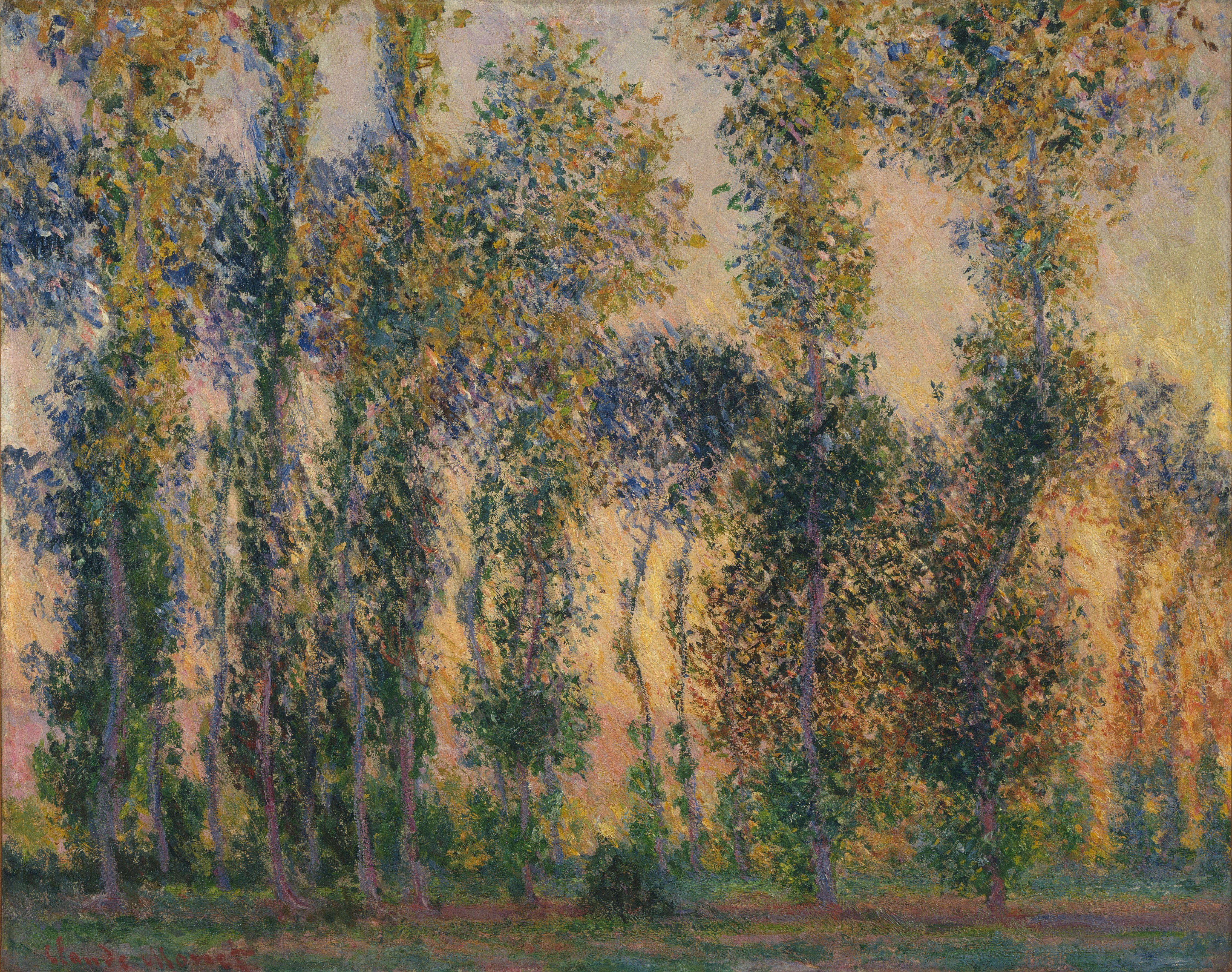
1888，現代藝術博物館
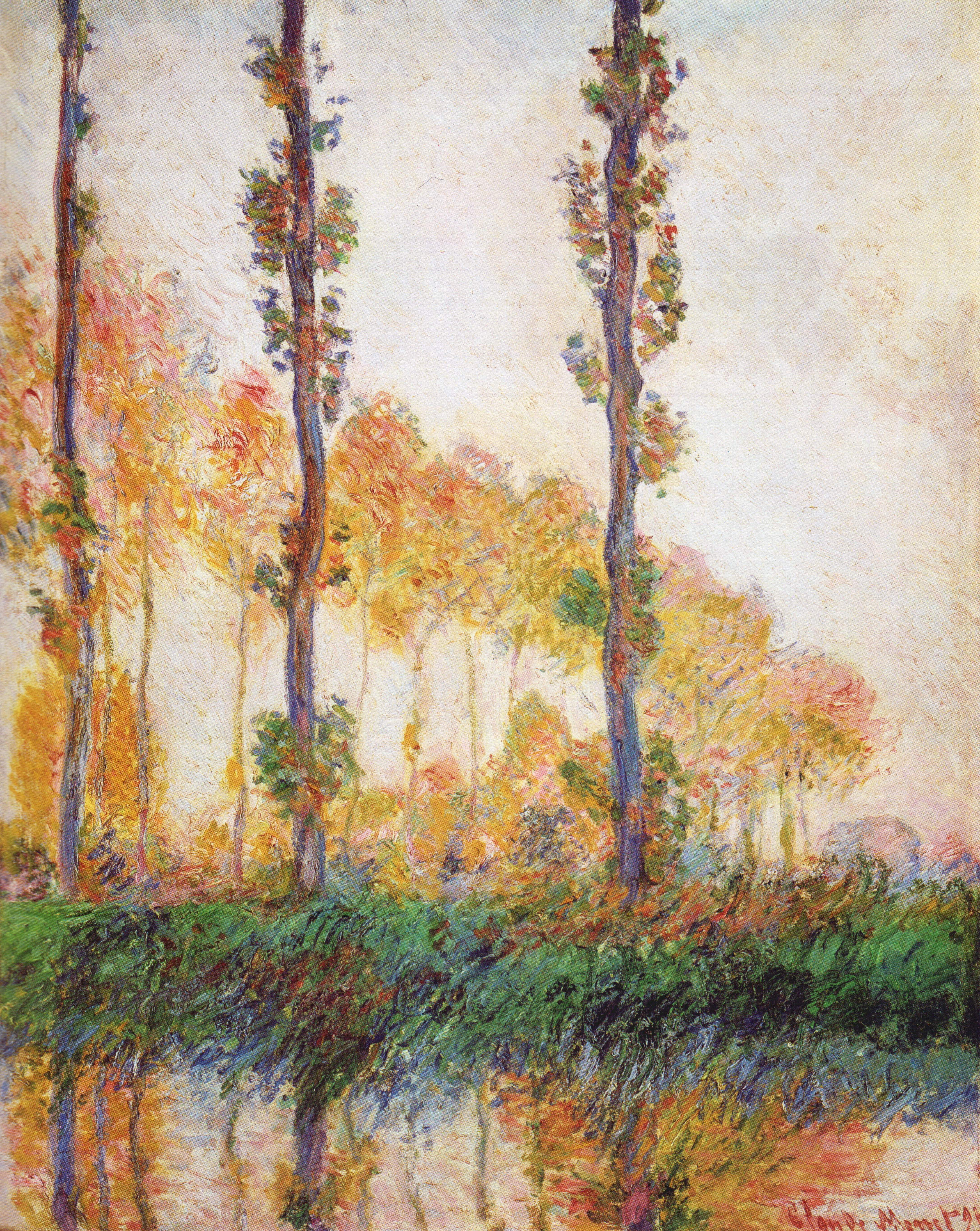
1891，私人收藏
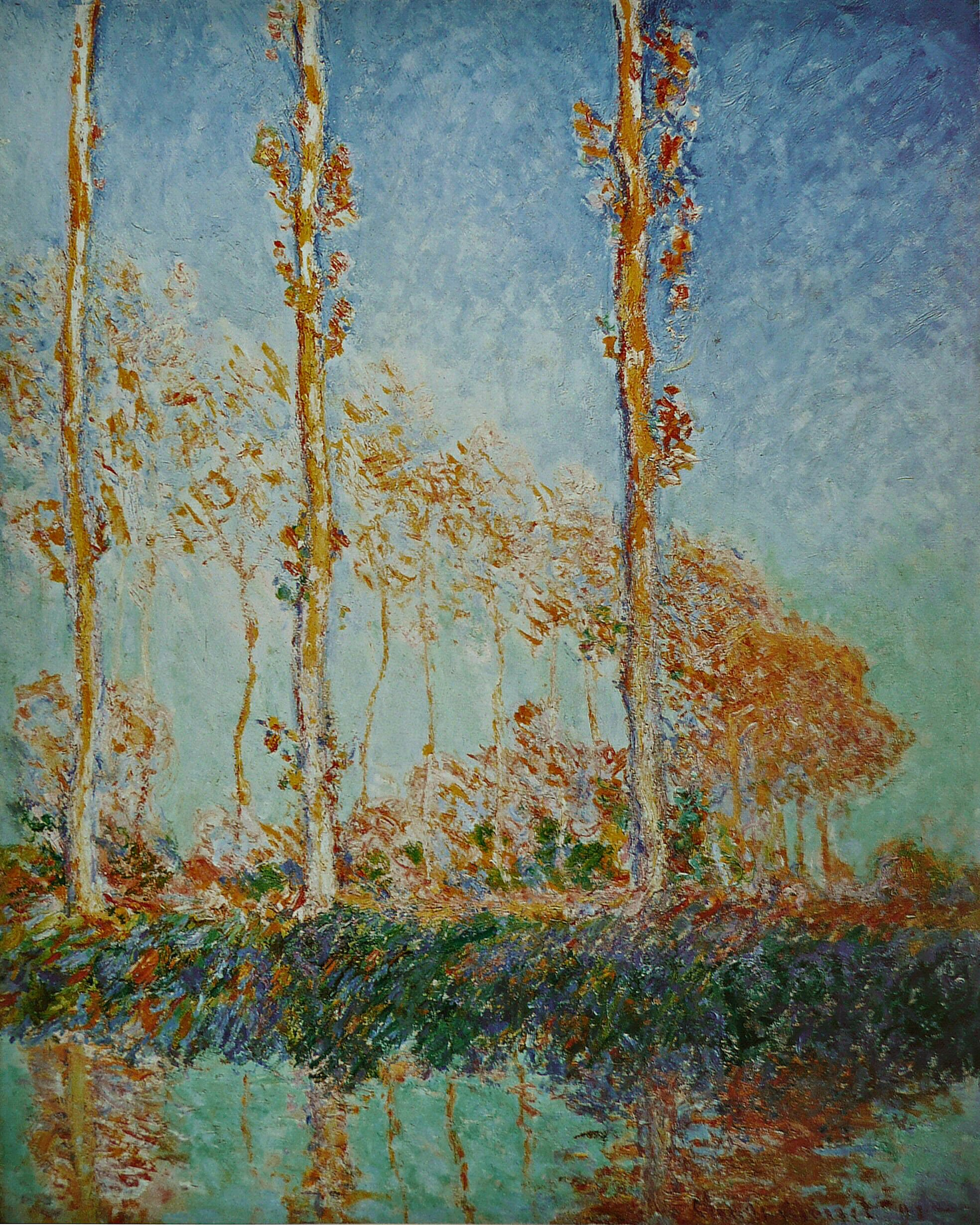
1891，費城美術館
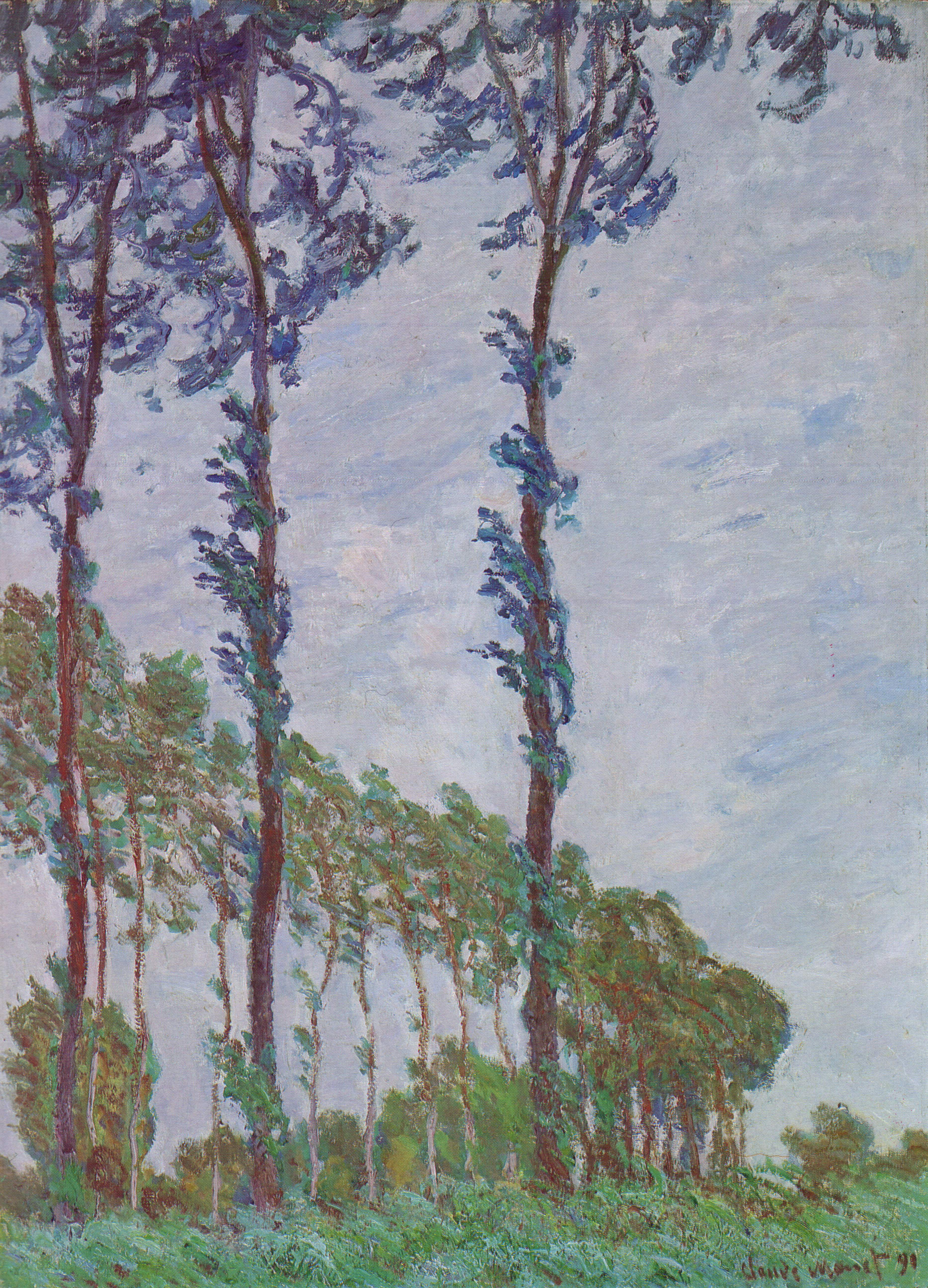
1891，私人收藏
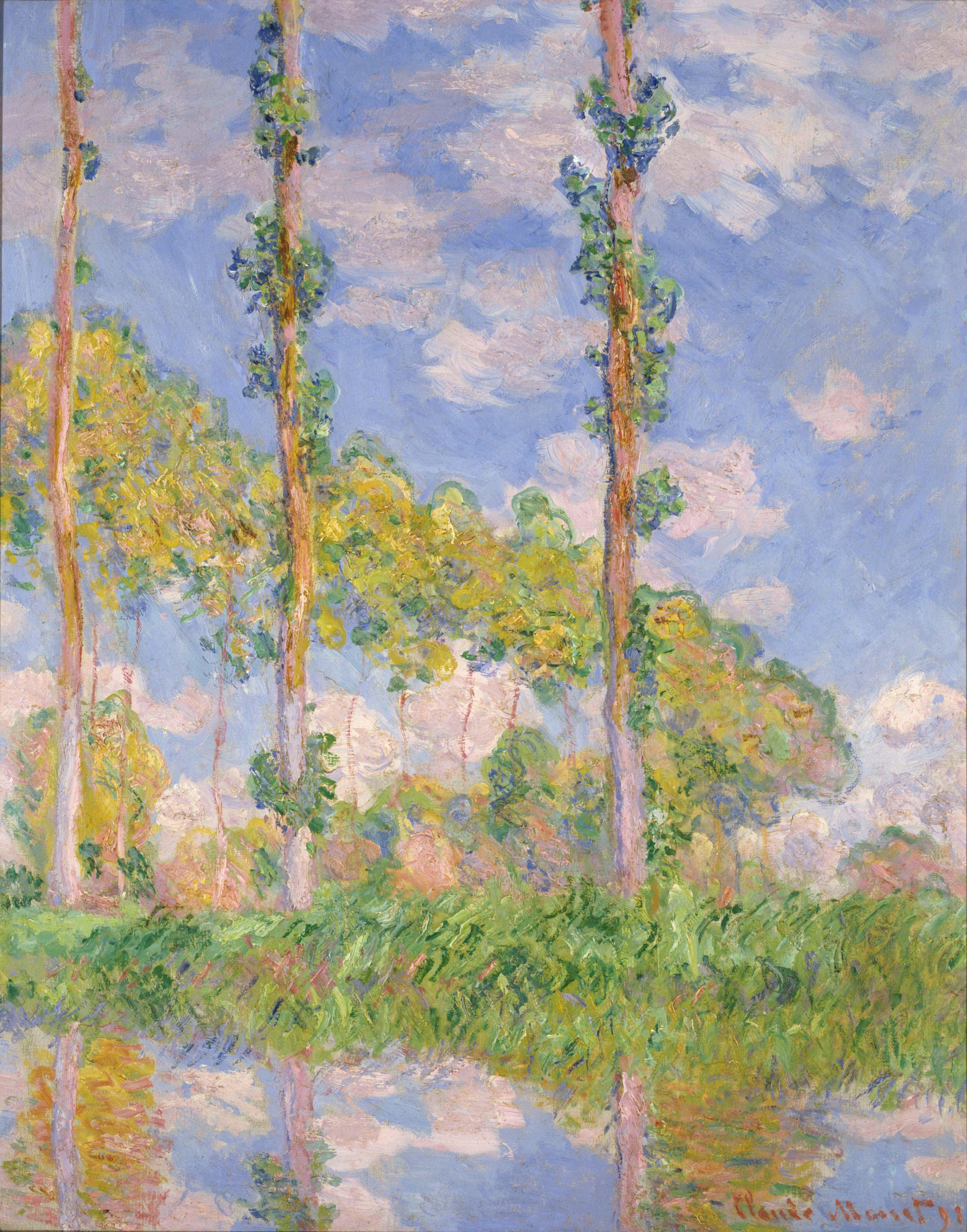
1891，日本國立西洋美術館
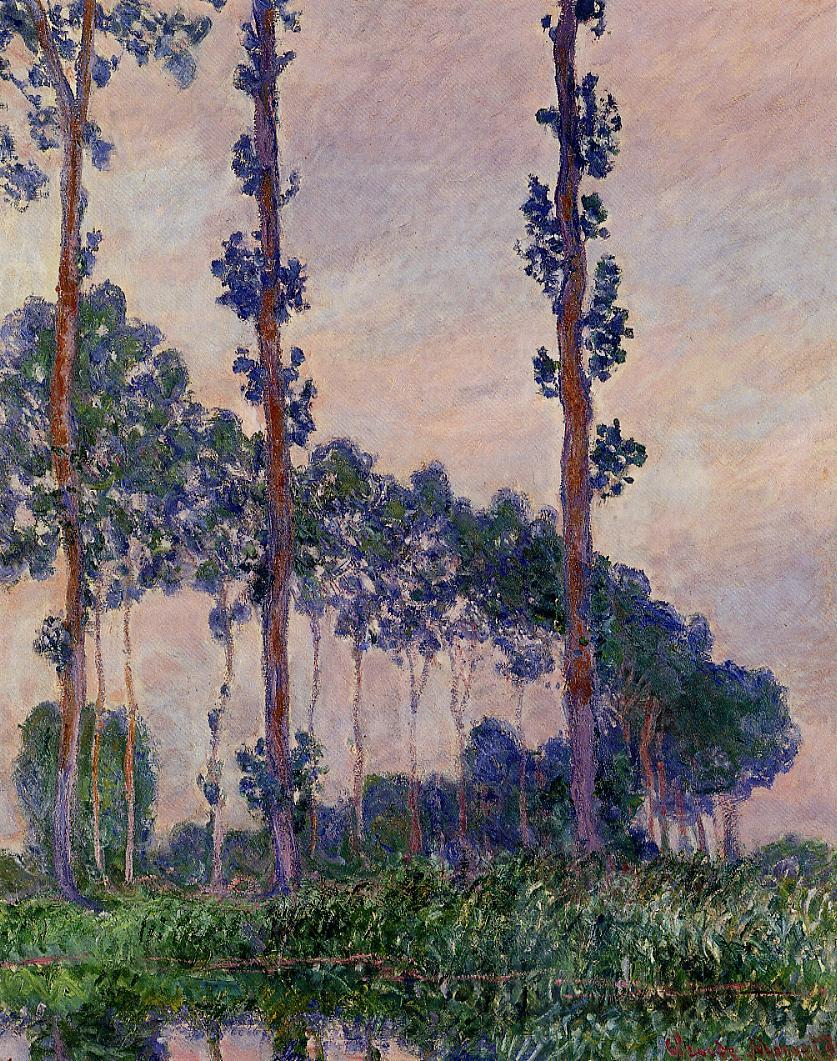
1891，私人收藏
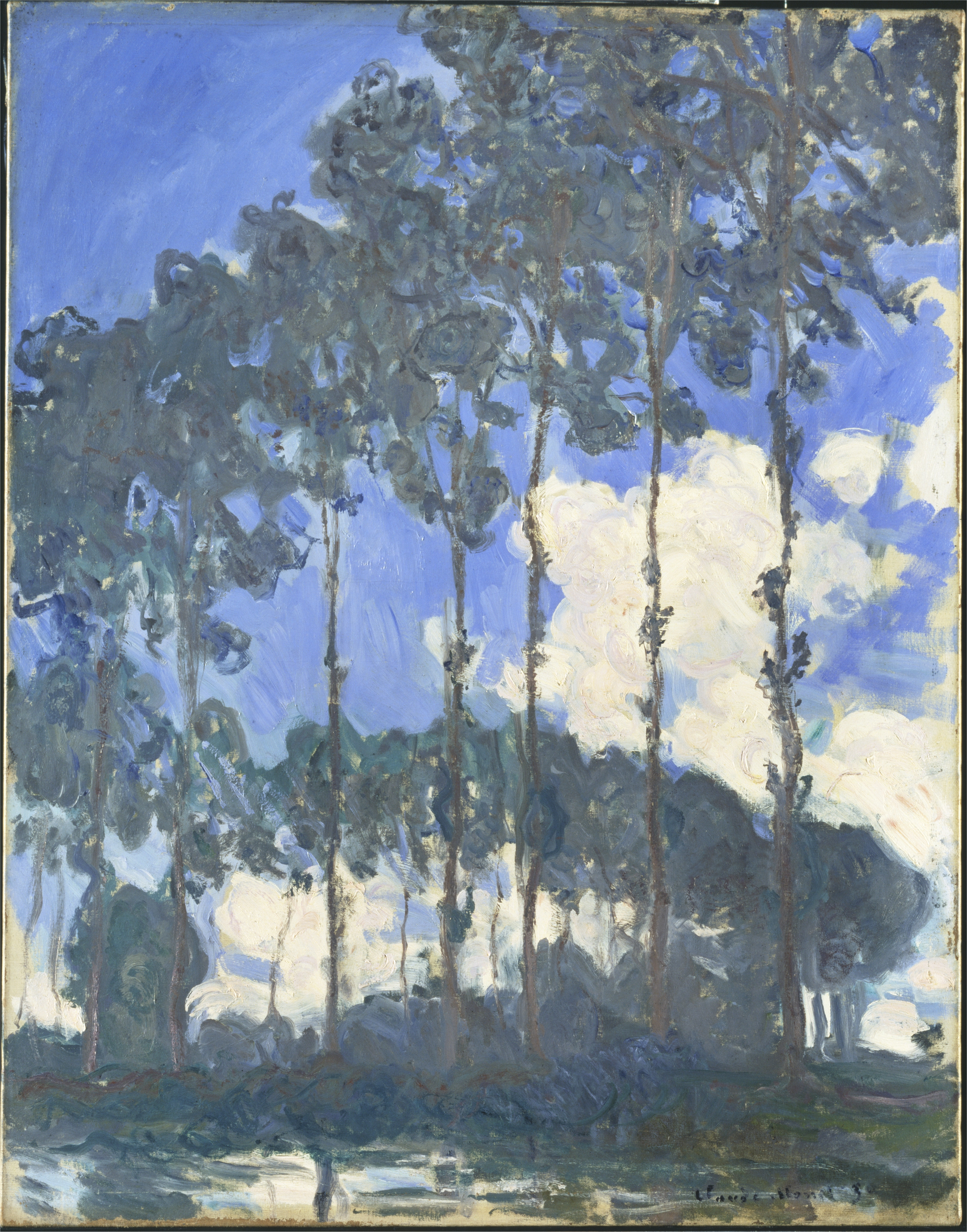
1891，泰特不列顛
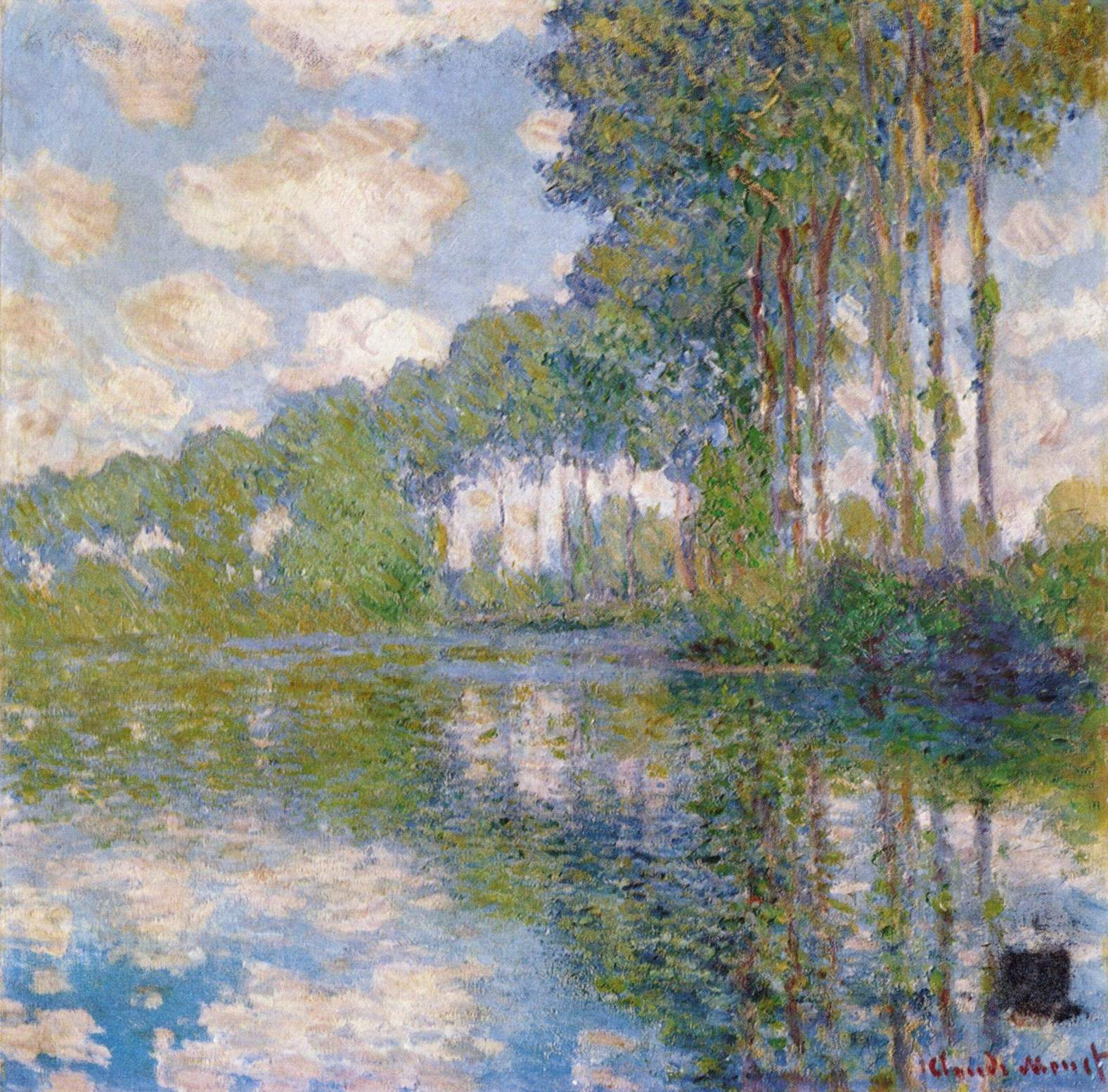
1900，蘇格蘭國家畫廊

## 外部連結
- Monet's Years at Giverny: Beyond Impressionism （页面存档备份，存于），大都會藝術博物館中的《白楊樹》系列

 维基共享资源上的相關多媒體資源：白楊樹